# Superstars
Superstars - професійна реслінг програма від World Wrestling Entertainment (WWE).
На цей час Superstars є одним з брендів World Wrestling Entertainment.
Окрім нього в WWE входять бренди RAW, SmackDown! та реслінг-програма NXT.